# Cyborg (album de Klaus Schulze)
Pour les articles homonymes, voir Cyborg (homonymie).
Albums de Klaus Schulze
Irrlicht
(1972) Blackdance
(1974)
Cyborg est le deuxième album en solo de Klaus Schulze. Il a été publié pour la première fois en 1973 sous la forme d'un double 33 tours. Une des rééditions sous forme de CD de 2006 et de 2008 par Revisited Records comporte une piste de bonus, But Beautiful, qui était la première partie du concert qui a eu lieu à Bruxelles en la Cathédrale Saints-Michel-et-Gudule le 17 octobre 1977. Bien que ce morceau n'ait pas une qualité d'enregistrement parfaite, il complète le reste de ce concert, qui a été publié dans le cadre du coffret Historic Edition.
Cyborg est souvent qualifié de « musique cosmique ». La répétition procure un effet hypnotique au long de longues plages musicales. Comme dans Irrlicht, on entend un orchestre symphonique dont le son a ensuite été trafiqué à l'extrême.

## Titres
Liste des titres sur l'édition revue. Tous les morceaux sont composés par Klaus Schulze.
Disque 1
| No | Titre      | Note                                     | Durée |
| -- | ---------- | ---------------------------------------- | ----- |
| 1. | Synphära   | durée sur l'édition originale (disque 1) | 22:48 |
| 2. | Conphära   | durée sur l'édition originale (disque 1) | 25:51 |
| 3. | Chromengel | durée sur l'édition originale (disque 2) | 23:49 |

Disque 2
| No | Titre          | Note                                     | Durée |
| -- | -------------- | ---------------------------------------- | ----- |
| 1. | Neuronengesang | durée sur l'édition originale (disque 2) | 24:43 |
| 2. | But Beautiful  | bonus sur l'édition revue                | 50:55 |

## Musiciens
- Klaus Schulze – orgue, synthétiseur, voix, percussions
- Colloquium Musica Orchestra

### Source
- (en) Cet article est partiellement ou en totalité issu de l’article de Wikipédia en anglais intitulé « Cyborg (album) » (voir la liste des auteurs).